# Валле-дю-Нтем
Валле-дю-Нтем (фр. Vallée-du-Ntem) — один из 4 департаментов Южного региона Камеруна. Находится в южной части региона, занимая площадь в 7303 км².
Административным центром департамента является город Амбам (фр. Ambam). Граничит с Экваториальной Гвинеей и Габоном на юге, а также департаментами: Осеан (на западе и северо-западе) и Мвила (на севере и востоке).

Департамент Валле-дю-Нтем на карте Южного региона

## Административное деление
Департамент Валле-дю-Нтем подразделяется на 4 коммуны:
1. Амбам (фр. Ambam)
2. Маан (фр. Ma'an)
3. Оламзе (фр. Olamze)
4. Кье-Осси (фр. Kye-Ossi)